# Yokohama-Marathon

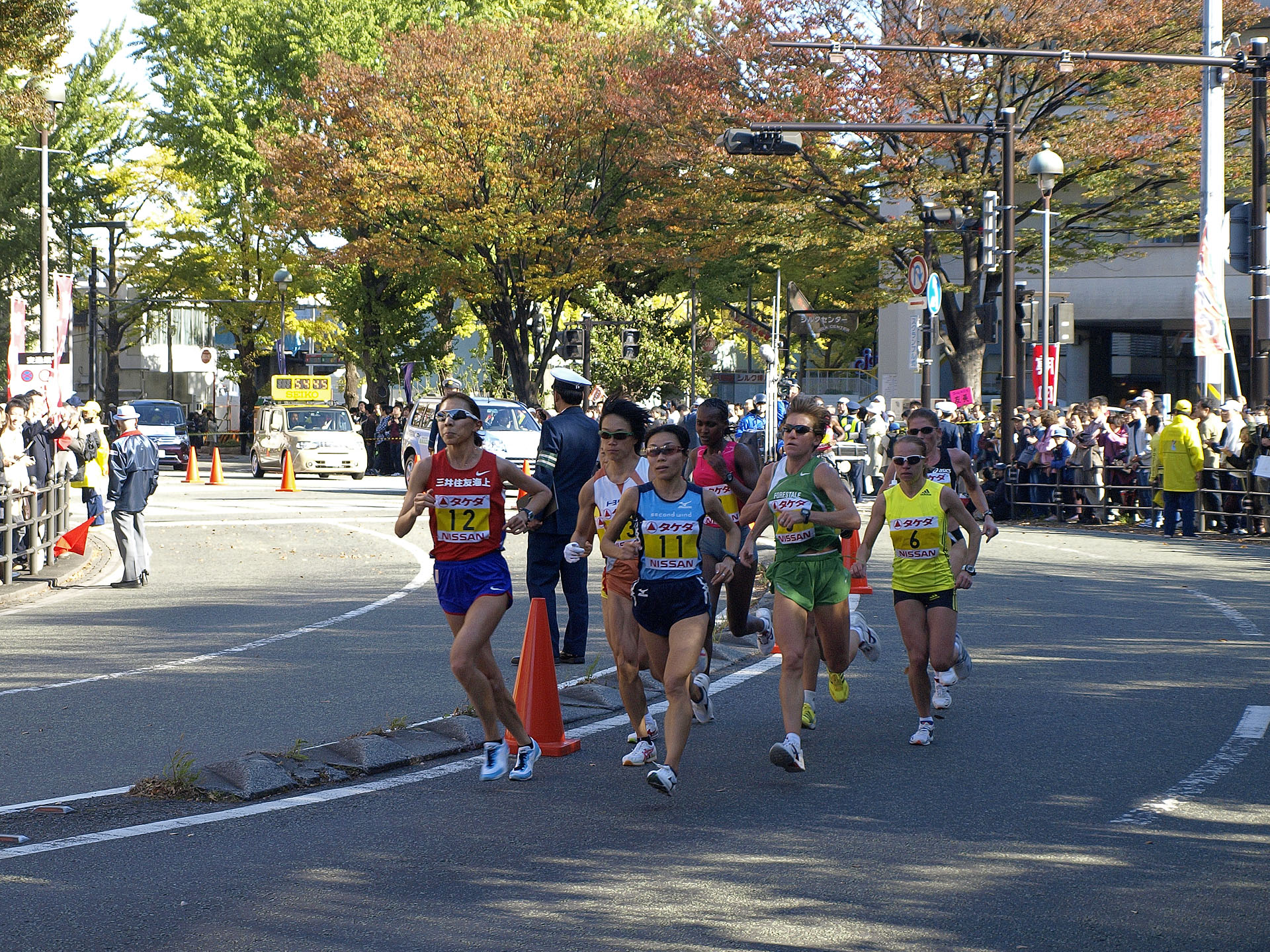
Spitzengruppe beim Yokohama-Marathon 2009

Der Yokohama-Marathon (jap. 横浜国際女子マラソン, Yokohama Kokusai Joshi Marason, dt. „Internationaler Frauenmarathon Yokohama“, engl. Yokohama Women’s Marathon) war ein Marathon für die weibliche Laufelite, der seit 2009 in Yokohama stattfand. Er nahm im japanischen Rennkalender die Stelle des Tokyo International Women’s Marathon ein, der von 1979 bis 2008 ausgetragen wurde.
Die Organisatoren waren der japanische Leichtathletik-Verband, die Asahi Shinbun und die Nippon Television Network Corporation.
Die Erstaustragung fand wie der Marathon von Tokio im November statt, die Zweitaustragung wurde wegen Sicherheitsbedenken bezüglich einer gleichzeitig stattfindenden APEC-Konferenz auf den 20. Februar 2011 verschoben. 2014 wurde er zum letzten Mal ausgetragen.

## Strecke
Der Start war am Yamashita-Park auf der Höhe des Marine Tower. Einer kleinen Runde durch die Chinatown folgte eine große, die durch Minato Mirai 21 nach Norden zum Bahnhof Yokohama und dann südwärts am Bahnhof Kannai vorbei durch Motomachi und Yamate führte und dreimal durchlaufen wurde. Das Ziel war im Yamashita-Park.

## Siegerliste
| Datum         | Siegerin               | Zeit (h) |
| ------------- | ---------------------- | -------- |
| 16. Nov. 2014 | Tomomi Tanaka (JPN)    | 2:26:57  |
| 17. Nov. 2013 | Albina Majorowa (RUS)  | 2:25:55  |
| 18. Nov. 2012 | Lydia Cheromei (KEN)   | 2:23:07  |
| 20. Nov. 2011 | Ryōko Kizaki (JPN)     | 2:26:32  |
| 20. Feb. 2011 | Yoshimi Ozaki (JPN)    | 2:23:56  |
| 15. Nov. 2009 | Kiyoko Shimahara (JPN) | 2:28:51  |

1. ↑  
Die ursprüngliche Siegerin Inga Abitowa aus Russland (2:27:18 Stunden) wurde 2012 nachträglich wegen Dopings disqualifiziert.